# Ад в поднебесье
«Ад в поднебе́сье» (англ. The Towering Inferno) — американский фильм-катастрофа 1974 года продюсера Ирвина Аллена. Встречаются другие переводы на русский язык — «Вздымающийся ад», «Ад в небоскрёбе», «Многоэтажный ад». Удостоён трёх премий «Оскар», а также BAFTA и «Золотой глобус». Фильм вышел в прокат 14 декабря 1974 года.
Картина стала первым примером совместного проекта кинокомпаний Warner Bros. и 20th Century Fox, разделивших затраты на создание и прибыль от проката. Сценарий был создан по мотивам романов «Башня» Ричарда Мартина Стерна и «Стеклянный ад», написанного Томасом Скортиа и Фрэнком Робинсоном. Картине «Ад в поднебесье» с бюджетом в $14 млн сопутствовал кассовый успех — прокат в США принёс около 116 миллионов долларов (по оценкам сайта Box Office Mojo, в 2011 году это соответствовало бы $482 млн). Всего в мировом прокате, по некоторым оценкам, картина собрала свыше 200 миллионов долларов .
Благодаря специальным эффектам, отмеченным многими критиками, на экране удалось создать реалистичную картину пожара в небоскрёбе и массовой гибели людей. Визуальные эффекты создавались при помощи технологий 1970-х годов: ротоскопирования, рирпроекции, блуждающей маски и съёмок масштабных моделей. Успех картины также обеспечил звёздный актёрский ансамбль, во главе которого стояли Стив Маккуин и Пол Ньюман. Роль немолодой аристократки стала последней в карьере Дженнифер Джонс.
Картина получила противоречивые, но, в целом, положительные оценки специалистов, породив многочисленные подражания и заимствования. Коммерческий успех фильма оказал влияние на формирование современной системы производства высокобюджетных картин в американском кинематографе. Словосочетание «towering inferno» в современном английском языке устойчиво ассоциируется с пожаром или с масштабным стихийным бедствием, связанным с огнём. Также его часто связывают с трагедией 11 сентября 2001 года.

## Сюжет
To those who give their lives, so that others may live—to the firefighters of the world—this picture is gratefully dedicated.
Тем, кто отдаёт свои жизни, чтобы могли жить другие — пожарным всего мира — посвящается эта картина.
Действие фильма происходит в Сан-Франциско. Архитектор Дуг Робертс (Пол Ньюман), спроектировавший самый высокий в мире 138-этажный небоскрёб, приглашён на его открытие. В зал для торжеств на 135 этаже приглашено около 400 гостей из высшего общества. Во время проверки перед самым открытием Робертс выясняет, что здание сдали с грубыми нарушениями технологии и систем безопасности. Зять главы строительной компании «Duncan Enterprises» Роджер Симмонс, ответственный за электропроводку здания, сэкономил на бюджете. В результате электрические цепи оказались не рассчитаны на нагрузки, которые могут возникнуть при эксплуатации. Цепи с трудом справляются с текущей нагрузкой, а перед торжественным открытием устроители вечеринки собрались включить полную иллюминацию небоскрёба. Джеймс Дункан, шеф «Duncan Enterprises», в курсе проблем, но не хочет даже намекать важным гостям, потенциальным клиентам, что в принадлежащем ему небоскрёбе не всё в порядке.
Тем временем торжественное открытие начинается, при включении внешнего освещения здания проводка перегревается, и на 81-м этаже начинается пожар. Все лишние цепи, включая пожарную сигнализацию, отключены, поэтому служба безопасности узнаёт о пожаре только тогда, когда он уже охватил целый этаж. Поначалу ответственные лица пытаются скрыть информацию от гостей, считая, что пожар не перерастёт в катастрофу. Этого, однако, не удаётся сделать, пламя охватывает несколько этажей и в зале для торжеств начинается паника. По вызову прибывает подразделение пожарных Сан-Франциско под командованием Майкла О’Халлорана (Стив Маккуин) и приступает к тушению. Эвакуация гостей при помощи лифтов быстро прерывается — все шахты охвачены пламенем. Лестницы также непроходимы. Попытка спасения с крыши вертолётом проваливается — из-за сильного ветра летательный аппарат разбивается при посадке. Из-за пожара взрывается газопровод, проходивший внутри здания. Девушка Робертса — Сьюзен — застревает в панорамном лифте на 110 этаже и спасается только чудом — кабину лифта удаётся снять со стены здания другим вертолётом. Часть пострадавших удаётся спасти при помощи изобретения пожарных — тарзанки с люлькой, которая спускает пострадавших к соседнему небоскрёбу, но она действует слишком медленно, и впавшие в панику гости выводят её из строя.
В итоге пожарным приходится пойти на отчаянный шаг — взорвать ёмкости с миллионом галлонов воды на 138 этаже здания. С риском для жизни О’Халлорану и Робертсу удаётся подорвать заряды С-4, и поток воды обрушивается вниз, сбивая пламя. Тех, кто не успел привязать себя, смывает водой. Пожар удаётся погасить, но в результате гибнет около 200 человек. В финальной сцене О’Халлоран, уже на земле, замечает:

Сегодня погибло около 200 человек. Завтра в подобной огненной ловушке могут умереть десять тысяч.
Оригинальный текст (англ.) The body count was only 200. One of these days 10,000 people are going to die in one of these firetraps.

Робертс соглашается с ним, что необходимо консультироваться с пожарными при строительстве подобных высотных зданий.

## В ролях
- Стив Маккуин — Майкл О’Халлоран
- Пол Ньюман — Дуг Робертс
- Фэй Данауэй — Сьюзен Франклин
- Уильям Холден — Джеймс Дункан
- Фред Астер — Харли Клейборн
- Сьюзан Блэйкли — Пэтти Дункан Симмонс
- Ричард Чемберлен — Роджер Симмонс
- Дженнифер Джонс — Лизолет Мюллер
- Сьюзан Флэннери — Лорри
- О. Джей Симпсон — Гарри Джерниган
- Роберт Вон — Гэри Паркер
- Роберт Вагнер — Дэн Бигелоу
- Шейла Аллен — Пола Рамсей
- Дэбни Коулмен — пожарный
- Норман Бартон — Уилл Гиддингс
- Джек Коллинз — Боб Рамсей
- Морин Макговерн — певица
- Дон Гордон — Кэппи, помощник О’Халлорана
- Фелтон Пэрри — Скотт, пожарный
- Грегори Сьерра — Карлос, бармен
- Майк Лукинленд — Филипп Олбрайт
- Карлена Гауер — Энджела Олбрайт
- Кэрол МакЭвой — миссис Олбрайт

## Съёмочная группа
- Продюсеры: Ирвин Аллен, Сидней Маршалл
- Режиссёры: Джон Гиллермин, Билл Абботт, Джим Фримен, Джозеф Бирок
- Автор сценария: Стирлинг Силлифант
- Менеджеры по производству (Production Managers): Хол Херман, Норманн Кук
- Художник-постановщик (Production Designer): Уильям Кребер
- Композитор: Джон Уильямс
- Оператор: Фред Конекэмп
- Монтаж: Карл Кресс, Гарольд Ф. Кресс
- Специальные эффекты: Билл Абботт, Мэттью Юрич
- Постановщик трюков: Пол Стейдер
- Подбор актёров: Джек Баур
- Диалоги: Стивен Марло
- Художник: Уорд Престон
- Звукорежиссёр: Херман Льюис
- Декорации: Рафаель Бреттон
- Художник по костюмам: Пол Заступневич
- Консультанты: Джек Кавелло, Питер Лукарелли (пожарное дело)[7][8]

## Перед съёмками

### Предыстория
В 1972 году 110-этажный Всемирный торговый центр (ВТЦ) побил рекорд высоты, который свыше сорока лет удерживал Эмпайр-стейт-билдинг. Немногим более года спустя высшее достижение перехватил Сирс-тауэр (Чикаго). С новым витком «строительной гонки» тема небоскрёбов стала весьма популярной в СМИ и произведениях искусства. Ещё на этапе строительства в ВТЦ несколько раз была зарегистрирована пожарная тревога, и эти события получили весьма негативное отражение в прессе . Также в начале 1970-х годов имели место несколько трагедий в высотных зданиях. 25 декабря 1971 года произошла крупнейшая катастрофа в истории пожаров — в сеульском отеле «Tae Yon Kak» погибло 163 человека, запертых в огненной ловушке 21-этажного здания.
Под впечатлением событий, связанных с ВТЦ, в 1970—1973 годах было создано несколько литературных произведений. Так, в романе «Башня» Ричарда Стерна вымышленное 140-этажное здание было построено рядом с северной башней центра. В «Стеклянном аду» (авторы Томас Скортиа и Фрэнк Робинсон) фигурирует 66-этажный небоскрёб, построенный в неназванном городе США. Оба романа, описывающие сильнейший пожар, охвативший здания, в сюжете лишь незначительно различаются в концовке .
Успех «Приключения „Посейдона“» (1972) принёс продюсеру Ирвину Аллену высокий статус в кинематографическом мире, и он решил продолжить разрабатывать стезю фильма-катастрофы. В 1973 году две крупнейшие киностудии США заинтересовались многообещающей темой и между ними началось соревнование за потенциальные будущие бестселлеры. Warner Bros. приобрела права на роман «Башня», а 20th Century Fox — на роман «Стеклянный ад». Компании заплатили за права около $400 тыс. каждая . При этом обе книги ещё не вышли в свет. Первое издание «Tower» появилось на прилавках 5 ноября 1973 года, а «The Glass Inferno» в 1974 году .
Аллен, которому планировали поручить будущую экранизацию в 20th Century Fox, узнал о том, что конкуренты собираются снимать фильм с почти схожим сценарием. Существует также версия, что Аллен первоначально рискнул и приобрёл права на «Башню» на свои деньги. Затем он назначил встречу с руководством Warner, и, рискуя репутацией, сообщил, что конкуренты из 20th Century Fox уже начали подготовку экранизации «Стеклянного ада», после чего представители Warner, поддавшись на блеф, выкупили права у Аллена. Как бы то ни было, в итоге Аллен предложил двум студиям совместный проект, так как подобные фильмы, выпущенные в одно и то же время, могли только помешать друг другу в прокате. Руководство компаний согласилось. Было запланировано разделить 14-миллионный бюджет и равно поделить будущие прибыли. Это стало первым подобным случаем в истории кинематографии США. 17 сентября 1973 года был опубликован официальный анонс о начале работы над фильмом .

### Подготовка к съёмкам
Подготовка к съёмкам фильма началась в апреле 1974 года. В новый проект Ален взял большинство из тех, с кем он успешно работал в «Приключении „Посейдона“». Прежде всего, Билла Эббота. Авторитетный специалист по визуальным эффектам, с которым Аллен работал вместе более двадцати лет, уже ушёл на пенсию, но вернулся к активной работе по просьбе Аллена. Также были призваны помощник продюсера Эл Гейл, художник Уильям Кребер, художник по декорациям Рафаель Бреттон, композитор Джон Уильямс и другие . Написать сценарий, объединяющий произведения, поручили опытному специалисту, лауреату «Оскара», Стирлингу Силлифанту, также давно работавшему с Алленом. Писатель позаимствовал персонажей из обоих романов и разработал комбинированный сюжет. Концовка, с тушением пожара водой из ёмкостей на последнем этаже, была взята из «Стеклянного ада». В ходе подготовки сценария Силлифант постоянно консультировался со специалистами по визуальным эффектам и с пожарными. Писатель посетил несколько высотных зданий по стране и, к своему удивлению, отметил, что каких-то единых стандартов пожарной безопасности не существует, а внятной процедуры спасения людей с высоты более 20 этажа и вовсе нигде не обнаружил. В недавно построенном небоскрёбе в Лос-Анджелесе вообще отсутствовали спринклеры. Все эти впечатления оказали влияние на создававшийся сценарий. Как он позже вспоминал, в сюжете, который он придумал, не было ничего такого, что не смогли бы впоследствии изобразить на экране художники и каскадёры.
Некоторые из персонажей сохранили имена из книг (Пол Симмонс, Пола Рамсай), но для большинства придумали новые имена и воплощение. На этапе подготовки к съёмкам также было принято важное решение — кто из главных персонажей умрёт в финальной сцене. Руководство студий считало, что кто-то из тройки главных героев: О’Халлоран, Робертс или Дункан — должен погибнуть для достижения должного драматического эффекта. После продолжительных размышлений решили оставить в живых всех, но дополнительно убить кого-нибудь ещё из второстепенных персонажей (выбор пал на бармена Карлоса). Рабочий вариант сценария был закончен в декабре 1973 года.
Художниками команды Уильяма Креббера было нарисовано свыше двух тысяч предварительных эскизов, и по ним были созданы 5 этажей 138-этажного небоскрёба. В восьми павильонах было построено и размещено 57 наборов декораций для различных сцен картины (до конца съёмок фильма дожили только 8 из них). За месяц до начала съёмок Билл Эббот сделал большое количество кадров Сан-Франциско в сумерках с тщательно рассчитанных ракурсов, с тем, чтобы далее использовать их при съёмках .

### Подбор актёров
Стив Маккуин практически сразу был одобрен на главную роль в картине, причём поначалу он планировался на роль архитектора. Остальные актёры были в первом варианте подобраны так: Эрнест Боргнайн — шеф пожарных, Берт Ланкастер — руководитель строительной компании. Образ пожилого авантюриста и богатой леди должны были воплотить Питер Устинов и Оливия Дэ Хэвилленд. Позднее планы полностью изменились. Боргнайн и Ланкастер не смогли принять участие в съёмках. Дэ Хэвилленд согласилась сниматься, только если вместе с ней в картине принял бы участие Дэвид Нивен, но тот оказался занят. Пожилую пару заменили звёзды «серебряного экрана» 1950-х годов: Фред Астер и Дженнифер Джонс. «Ад в поднебесье» стал последней работой Дженифер Джонс в кино.
Уильям Холден, получивший роль главы «Duncan Enterprises», поначалу был недоволен, так как его герой слишком много разговаривал по телефону, без особых действий на экране. Сценарий картины он назвал «убогим», но сниматься согласился. Гонорар Холдена составил $750 тыс., став самым большим за всю его карьеру. Познакомившись со сценарием, Маккуин захотел сменить свою роль на шефа пожарных, а на место архитектора взять кого-нибудь «калибром не меньше меня», как выразился он сам. Продюсер доверился инстинкту опытного исполнителя. Маккуин сам предложил кандидатуру своего приятеля и соперника Пола Ньюмана, который дал согласие на участие в проекте . Уильям Холден полностью поддержал подобное решение: «Ньюман первоклассный актёр и может вытянуть своей игрой любой треш». Ньюман и Маккуин договорились об одинаковом гонораре ($1 млн) и 7,5 % от общих сборов каждому.
У противостояния двух актёров была своя предыстория. В 1963 году Маккуин получил роль в фильме «Любовь с незнакомцем», после того как от неё отказался Ньюман. В своё время, когда готовились съёмки фильма «Бутч Кэссиди и Санденс Кид» — Маккуин должен был стать партнёром Ньюмана, но из-за споров о размере гонорара его заменил тогда ещё не настолько известный Роберт Редфорд. Всё это впоследствии подогревало соперничество на съёмочной площадке между актёрами за звёздный статус . В фильме 1974 года Ньюман и Маккуин не только получили одинаковый гонорар, но Маккуин ещё и специально проследил за тем, чтобы у них был совершенно одинаковый по объёму текст. Маккуин даже попросил сценариста дописать двенадцать строк к своей роли, хотя для его актёрской манеры больше подходили немногословные герои. Предметом соперничества стали также и титры. В них имена двух звёзд в одном кадре приведены по диагонали, чтобы не возникло разногласий о том, у кого выше статус в картине.

## Производство

### Декорации и специальные эффекты
Наибольшие сложности возникли при работе над роскошным залом для приёмов — садом и рестораном, где происходят ключевые события фильма. Декорации зала в павильоне заняли площадь около тысячи м², а окружавшая их панорама ночного Сан-Франциско длиной около ста метров сама по себе была произведением искусства: задник был составлен из фотографий города, созданные вручную фигурки домов и деревьев освещали мерцающие огни на фоне искусственной воды залива. «Огни» города были созданы за счёт булавочных проколов в заднике и помещённых позади кварцевых источников света. «Волны» на поверхности «воды» были созданы из нарезанного шёлка, обдуваемого вентиляторами. Пол зала приёмов в некоторых местах был специально поднят на высоту до 3 метров от пола павильона. Прежде всего, это помогало актёрам, высовывающимся из «окон», ощущением реальной высоты. Вода, которую собирались спустить сверху, могла свободно стекать вниз под декорации. Также это необходимо было для изображения уклона спускавшейся вниз «тарзанки», наведённой для спасения пленников пожара. Стоимость только этой части декораций и панорамы составила около трёхсот тысяч долларов.
Отдельной задачей стало создание модели небоскрёба. Для натуральности пришлось создать две модели, каждая высотой около 20 метров и закрепить их на растяжках. Первая была моделью 40 последних этажей здания, специально созданная в таком масштабе, чтобы соответствовать имеющимся миниатюрным моделям вертолётов. Вторая была полной 138-этажной репликой. Здесь декораторам также пришлось пойти на компромисс. Более высокая модель здания стоила слишком дорого, и возникли бы проблемы со съёмками сверху. В меньшей модели игрушечный «пожар» смотрелся совсем ненатурально. Эффект «пожара» на этаже создавался при помощи горелок со специально подобранными бытовыми газами. Пробовались также и горючие жидкости, но обращение с ними было слишком опасным и неуправляемым. Бутан давал голубое пламя без дыма, а ацетилен — пламя красного оттенка с чёрным дымом. Комбинируя горелки и поток воздуха, создатели добивались необходимого визуального эффекта. Для зрелищности искусственный пожар приходилось снимать с высокой скоростью — до 96 кадров в секунду, и затем воспроизводить с нормальной скоростью 24 кадра в секунду.
В качестве декораций внутреннего убранства помещений были подготовлены проекты самых передовых элементов дизайна. Продюсер попросил художников в изображении интерьеров и мебели попытаться предсказать будущие тенденции. Для оформления использовались картины из коллекции музея Нортона Саймона, в том числе четыре подлинника Пабло Пикассо.
Буквально за несколько дней до начала съёмок Бирок и Кёнекамп получили возможность испытать только что появившуюся на рынке негативную цветную плёнку Eastman 5247. Результаты тестов были положительными, но всё же создатели не рискнули двумя миллионами футов (600 км) непроверенной плёнки в ответственном проекте. Для большей части картины, в итоге, была использована опробованная Eastman 5254. Только для работы с миниатюрами Аббот попробовал Eastman 5247, которая давала более резкое изображение.
Большинство сцен были сняты при помощи камер Panavision PSR, Mitchell Mark II и Arriflex. При съёмках некоторых моментов, когда оператор оказывался под сплошным потоком воды, пришлось использовать специальную модель камеры Panavision для подводной съёмки. Кёнекамп, оценивая свой вклад в создание фильма, сказал, что это была из тех картин, где вклад оператора в конечный результат очень велик. «Мне дали шанс и я сполна им воспользовался», вспоминал он.

### Места съёмок
Стеклянная 138-этажная башня, высотой около 460 метров (1500 футов), место действия фильма — вымышленный небоскрёб. В начальных кадрах она вписана в городской пейзаж при помощи технологии ротоскопирования. По замыслу создателей фильма она находится примерно там же, где в настоящее время располагается самое высокое здание Сан-Франциско — небоскрёб «Трансамерика» (260 м, 48 этажей). Сцены внутри лобби небоскрёба снимались на первом этаже отеля Hyatt Regency San Francisco.
Внешняя часть первых этажей башни снимались около офиса Bank of America по адресу 555, California street. В качестве технических этажей здания, генераторов и кондиционеров использовались помещения офиса Century City в Лос-Анджелесе. Дом Роджера Симмонса был снят по адресу 2898 Vallejo Street (Сан-Франциско).
Для второстепенных пейзажных и натурных съёмок использовались здания и панорамы Сан-Франциско. В частности, пожарные машины выезжают по тревоге из пожарной части № 38, находившейся по адресу 38, Laguns Street.

### Съёмки
Основные съёмки картины начались 7 мая 1974 года. Большая их часть была организована в павильонах компании 20th Century Fox. Натурные съёмки прошли на улицах Лос-Анджелеса и Сан-Франциско.
Высокая техническая сложность и опасность некоторых сцен заставили тщательно подойти к вопросам безопасности на съёмках будущего боевика — актёры были застрахованы в общей сложности на $50 млн. Возле каждого актёра, в сценах, связанных с огнём, дежурил отдельный пожарный, ответственный за то, чтобы огонь не перекинулся на тело, волосы или одежду. Всего около двадцати специалистов по тушению огня из Сан-Франциско были заняты на съёмках в эпизодах и на подстраховке. Консультантом картины стал командир одной из пожарных частей Сан-Франциско Джек Кавелло. Стив Маккуин прошёл небольшое обучение под руководством другого консультанта картины Питера Лукарелли, выезжал вместе с бригадой и даже принимал участие в тушении одного из пожаров. Меры предосторожности полностью оправдались — никто из персонала и актёров в ходе съёмок не пострадал. В картине в общей сложности было задействовано до 300 каскадёров.
В качестве режиссёра в титрах указан Джон Гиллермин, но во главе коллектива, создававшего «Ад в поднебесье», стоял Ирвин Аллен. Для лучшей управляемости процессом Аллен разделил команду на две большие части: группа «экшн» (Action) и «драматическая» (Dramatic) группа. Картину снимало три режиссёра. Джон Гиллермин отвечал за драматические сцены, Билл Абботт за экшн сцены и сцены, связанные со спецэффектами и миниатюрами, а Джим Фримен и Джозеф Бирок были ответственны за некоторые сцены с трюками и за воздушные съёмки. Для съёмки некоторых эпизодов приходилось использовать до четырёх команд операторов, расположенных в нескольких точках павильона. Собственно создателям не доводилось до этого сталкиваться с картиной, где катастрофа изображалась с подобным размахом. Общее число персонала, вовлечённого в создание фильма, ввиду технических сложностей было примерно вдвое больше, чем обычно требовалось на подобный фильм, и превышало тысячу человек.
Звёзды ответственно подошли к работе и съёмки двигались по плану, без особых скандалов. Только Фэй Данауэй постоянно позволяла себе опоздания, из-за чего у неё были неприятные разбирательства с партнёрами по эпизоду. Опасения того, что дуэт Маккуин-Ньюман не сработается, оказались излишними, между актёрами сразу возникла атмосфера взаимопонимания и поддержки. Маккуин был известен своим довольно тяжёлым характером, но, по выражению Гиллермина, вёл себя на съёмках «как ручной котёнок». Перед началом работы над картиной Стив подошёл к режиссёру с неожиданной проблемой — ему абсолютно не нравился вид пожарного шлема, который ему первоначально подобрали костюмеры: «Я выгляжу в нём как идиот», — жаловался он. Гиллермин не пожалел времени и нашёл другой шлем устаревшего образца, который необычайно понравился актёру. После этого они легко нашли общий язык. В картине было несколько эпизодов, в которых герои выполняют опасные трюки. Ньюман и Маккуин предпочитали везде, где только возможно, совершать их самостоятельно, не пользуясь услугами каскадёров. Это соперничество сильно нервировало продюсера, но он не мог ничего поделать. В сцене прыжка с вертолёта Маккуин, надев огнеупорный костюм, прыгнул с высоты четырёх метров в огонь.
В некоторых сценах использовались специальные эффекты с рирпроекцией («голубой экран») и их комбинация с «живыми» кадрами. Так, рискованный момент, в котором герой Пола Ньюмана ловит героиню Дженнифер Джонс, раскачивающуюся на арматуре, снимался раздельно. Ньюман и даже Дженнифер Джонс сами висели на руках, так как в этой сцене их очень сложно было подменить дублёром. Непосредственно тот момент, когда герой Ньюмана ловит женщину, был скомпонован внутри кадра при помощи технологии «голубого экрана». Также при помощи рирпроекции были сняты кадры уходящей на 130 этажей вниз шахты лифта, куда спускался герой Ньюмана.
Ради одной небольшой сцены, в которой гости поднимаются в наружном лифте и наблюдают уходящий вниз вид города, также пришлось серьёзно изощряться. Билл Абботт попытался создать вид совмещением изображений с реального пейзажа — при помощи «голубого экрана», но выглядело это не слишком правдоподобно. Попробовали снять в реальном наружном лифте одного из небоскрёбов — однако поездка была слишком короткой и высота малой. Был испытан и такой вариант: искусственная кабина лифта поднималась над городом подвешенная на тросе под вертолётом. Вновь неудача — даже при самом плавном подъёме вертолёт ощутимо раскачивал кабину из стороны в сторону. Тогда пришлось создавать ещё одну панораму города, собранную вручную из моделей зданий, улиц и деревьев. Далее камера медленно поднялась над панорамой, на высоту 25 футов (7,5 м). Эти кадры были совмещены с тем, что гости видят изнутри лифта.

Я понятия не имею, какие из повергающих в испепеляющий ужас сцен сняты в декорациях, какие на натуре и какие с использованием миниатюрных макетов. Даже знать не хочу. Наслаждение от таких фильмов в том, что зрители верят в происходящее на экране, благодаря таланту каскадёров, художников и, самое главное, монтажеров, которые сшили всё так, что не видно швов
Оригинальный текст (англ.)I have absolutely no idea which scenes of crematory horror were filmed in life-size studio mockups, in real locations or in miniatures — and I don't particularly want to know. The fun in a movie like this is in being fooled by the talents of the stuntmen, the production designers and especially by the editors, the men who fit all the pieces together without the seams showing
— Винсент Кэнби
Ещё на этапе препродакшн, эскизов и подготовки к съёмкам Кёнекамп начал прикидывать то, как снимать огонь в мизансценах с участием людей. На общем плане пожар имитировался пропановыми горелками. Газ давал визуально красивое пламя, но оно имело высокую температуру (выше, чем при обычном пожаре). Операторы, соответственно, не могли достаточно приблизиться к точке съёмки. Из-за этого длительность каждой подобной отдельной сцены не превышала 20—30 секунд. Везде, где только возможно, риск максимально уменьшался. Сцена, где герои, по замыслу режиссёра, открывали дверь лифта и внутрь врывался шар пламени, потенциально была крайне опасной. Пламя создавалось несколькими горелками, а актёры внутри лифта были защищены прозрачной пластиковой перегородкой. Две камеры, снимавшие эпизод из-за спин актёров, располагались так, чтобы перегородка была по возможности не заметна в кадре.
Специфика работы над картиной была такова, что некоторые сцены приходилось снимать одним дублем, так как декорации оказывались полностью разрушены огнём и водой. В большинстве случаев, однако, команда художников и техников в промежутке между дублями восстанавливала декорации. Пока команда Бирока восстанавливала одну декорацию, съёмочная группа операторов Кёнекампа под объективами сжигала другую. Перед каждым съёмочным днём группы в точности планировали последовательность перехода от декорации к декорации, чтобы не было простоя.

Даже не представляете, сколько всего можно сжечь лишь за 30 секунд. Потом особая команда бросалась восстанавливать, закрашивать и задрапировывать все разрушения. Через 10-20 минут обычно всё бывало готово для нового дубля
Оригинальный текст (англ.)"You wouldn't believe the damage that we could do to a set during a 30-second take. Then, those crews would get out there and replaster and repaint, bring in new carpeting and drapes, and clean up. In 10 to 20 minutes, we would be ready to shoot again.
— Джозеф Бирок 
Технически наиболее сложными и опасными были сцены в зале торжеств на 135 этаже. Только этот зал, пожар и тушение пожара снимали около 3 недель. Чтобы запечатлеть пожар, понадобилось от пяти до семи камер, для съёмки потока воды до восьми камер. Сочетание воды и огня в некоторых кадрах только добавило проблем, особенно осветителям. Даже небольшое количество жидкости, попавшее на раскалённый прожектор, могло вывести его из строя. В результате приходилось компоновать по возможности сцены так, чтобы сам огонь в ней и был «осветительным прибором». Пиротехникам приходилось тщательно подбирать компоненты с тем, чтобы огонь, по возможности, был без дыма, создавая необходимую яркость освещения.
Ирвин Аллен, вспоминая о съёмках финальной сцены, высказался так: «За все годы моей работы в кино это был самый страшный момент». Эпизод был запечатлён одним дублем с восьми камер — после съёмки декорации были полностью разрушены. Для актёров сцена немногим отличалась от того, что пришлось пережить героям на экране. 50 кубометров воды из 6 баков, поднятых над декорациями, обрушились на исполнителей, также были использованы водомёты. Фред Астер очень опасался эпизода, а Маккуин даже шутливо попрощался перед началом съёмки со своей женой, «завещав» ей свой автомобиль, если что-то пойдёт не так.
Съёмки были закончены 11 сентября, а в прокат фильм вышел 16 декабря 1974 года.

## Оценка

### Премии и номинации
| Награда                              | Кому присуждена                                                     |
| 1975 — Победа: премия «Оскар»        | 1975 — Победа: премия «Оскар»                                       |
| ------------------------------------ | ------------------------------------------------------------------- |
| Лучшая операторская работа           | Фред Конекэмп, Джозеф Байрок                                        |
| Лучший монтаж                        | Гарольд Кресс, Карл Кресс                                           |
| Лучшая песня к фильму                | Эл Каша, Джоэл Хиршхорн (песня «We May Never Love Like This Again») |
| Номинация:                           |                                                                     |
| Лучшая мужская роль второго плана    | Фред Астер                                                          |
| Лучшая музыка                        | Джон Уильямс                                                        |
| Лучшая работа художника-постановщика | Уильям Кребер, Уорд Престон, Рафаэль Бреттон                        |
| Лучший фильм                         | Ирвин Аллен                                                         |
| Лучший звук                          | Теодор Содеберг, Херман Льюис                                       |
| 1976 — Победа: премия BAFTA          |                                                                     |
| Лучшая музыка                        | Джон Уильямс                                                        |
| Лучшая мужская роль второго плана    | Фред Астер                                                          |
| Номинация:                           |                                                                     |
| Лучшая работа художника-постановщика | Уильям Кребер                                                       |
| Лучшая работа оператора              | Фред Коэнкэмп                                                       |

| Награда                                                   | Кому присуждена                                                    |
| 1975 — Победа: премия «Золотой глобус»                    | 1975 — Победа: премия «Золотой глобус»                             |
| --------------------------------------------------------- | ------------------------------------------------------------------ |
| Лучшая мужская роль второго плана                         | Фред Астер                                                         |
| Лучший дебют — женская роль                               | Сьюзен Фленнери                                                    |
| Номинация:                                                |                                                                    |
| Лучшая песня                                              | песня «We May Never Love Like This Again», Эл Каша, Джоэл Хиршхорн |
| Лучший сценарий                                           | Стирлинг Силлифант                                                 |
| Лучшая женская роль второго плана                         | Дженнифер Джонс                                                    |
| 1975 — Победа: премия «Давид ди Донателло»                |                                                                    |
| Лучший фильм на иностранном языке                         | Ирвин Аллен                                                        |
| 1978 — Победа: премия «Золотой экран»                     |                                                                    |
| Премия дистрибьютеру                                      | Warner Brothers, Columbia Pictures                                 |
| 1974 — Победа: премия Национальный совет кинокритиков США |                                                                    |
| Особое упоминание                                         | лучшие специальные эффекты                                         |
| 2006 — Номинация: премия «Satellite Awards»               |                                                                    |
| Лучшие дополнительные материалы DVD                       |                                                                    |

Данные по премиям и номинациям подготовлены на основе информации сайта imdb.com.

### Критика
Картина «Ад в поднебесье» — одно из наиболее значительных достижений в жанре фильма катастрофы американского кинематографа 1970-х годов. Тепло принятая зрительской аудиторией, она получила разноречивые оценки критики, среди которых, в целом, преобладали положительные отзывы. В первую очередь, специалисты отметили детально проработанный сюжет, в той части, что касается чистого действия. При значительной длительности в 2 часа 45 минут картина не отпускает внимание зрителей. Хорошо продуманные и сбалансированные сюжетные линии (в отличие от того же «Землетрясения») передают трагизм ситуации, романтическую часть сюжета, юмор и саспенс. Роджер Эберт назвал фильм шедевром в области трюков и спецэффектов. Журнал Variety оценил картину как вершину в карьере продюсера Алена . Майк Везина отметил, что картина стала достижением в области спецэффектов для своего времени.
Отмечая недостатки, критики не могли пройти мимо откровенно коммерческого начала, преобладающего в фильме, и полной предсказуемости драматической составляющей сюжета, движущейся строго по рельсам, предписанным канонами жанра. Обозреватель ресурса eFilmCritic Норман Мейн назвал драматическую часть попросту глупой. Критик Митчелл Хаттауэй написал: «…положа руку на сердце — какая разница, что там в сюжете. Главное пиротехника!». По мнению Винсента Кэнби, актёрам в подобных картинах можно не напрягаться — им только нужно сыграть свой типаж, и мелодрама в сюжете получит всё необходимое для развития. Критик New York Times очень скептически отозвался о художественных достоинствах фильма:

Джон Гиллермин считается режиссёром фильма, но сложно понять, в чём состоит его вклад, кроме, разве что, изменения пары строк в диалогах. Картины типа «Ада в поднебесье» не столько снимают, сколько возводят как здание. Драматически они вымучены и глупы, но визуально это первоклассное зрелище. Выходя из кинотеатра, зритель вряд ли вынесет глубокие идеи об американской архитектуре или бизнесе, но получит свою долю яркого и абсолютно безопасного кошмара.
Оригинальный текст (англ.)John Guillermin directed the film, but it's difficult to know exactly what he might have done aside from suggesting a few line readings, perhaps. Movies like "The Towering Inferno" appear to have been less directed than physically constructed. This one is overwrought and silly in its personal drama, but the visual spectacle is first rate. You may not come out of the theater with any important ideas about American architecture or enterprise, but you will have had a vivid, completely safe nightmare.
— 
Создатели не скрывали, что фильм — тщательно просчитанный продукт, созданный для извлечения прибыли. При этом более поздние картины Алена, снятые точно по такому же рецепту, провалились, между тем «Ад в поднебесье» стал событием в прокате и признан классикой фильма-катастрофы. Ален не стал выдумывать ничего экстраординарного, и позаимствовал интригу из классических работ предшественников: от многочисленных «Титаников» до собственного «Приключения „Посейдона“». Высшее общество собирается на роскошный приём. Все абсолютно уверены в надёжности самого современного здания и технологий. Роскошь и блеск мгновенно обращаются в хаос и смерть. Самые стойкие и хладнокровные начинают искать путь к спасению. Эта завязка сдобрена в необходимой мере романтической начинкой. Там, где сюжет слегка проседает, необходимо убить пару-тройку персонажей. Заканчивается всё чудесным спасением, до которого доберутся не все.

Формула проста: поместите группу людей с разным образованием, происхождением, со своими проблемами и прошлым, в ситуацию, которая угрожает их жизни.
Оригинальный текст (англ.)The formula is simple: Place a group of people from diverse backgrounds each with their own problems and back story, into the situation that threatens their lives
— Ирвин Аллен 
События становятся тестом на профессионализм и человеческие качества героев, выделяя тех, кто будет лидерами и спасителями . Герои картины представляют срез американского общества: богач, профессионал, гламурная красавица, политик, «синий воротничок». В этом ряду нет как такового злодея (кроме, возможно, Роджера Симмонса). Злодей в фильме, фактически, это неуправляемая стихия — огонь.
Критики XXI века отмечают, что фильм сложно сравнивать с современными боевиками — взгляды 1970-х годов в корне отличаются от нынешних. Если бы фильм снимался сейчас, то подобный сюжет современные режиссёры уместили бы в два часа. Однако, даже нынешнее поколение зрителей, выросшее на CGI, привлекает особый шарм, который придаёт картине реальность спецэффектов. Самые высокооплачиваемые кинозвёзды мира оказываются полностью в шкуре своих экранных героев — глохнут от взрывов, горят в огне и тонут в воде. Фильм — наглядный пример формулы успеха кинематографа 1970-х годов. Зрелище создаётся не только высококлассными специальными эффектами и тщательно отстроенной визуальной стороной — скорее сюжет, драма и актёрская игра подчёркнута спецэффектами.
Успех картины в значительной мере обеспечен актёрским тандемом Ньюмана и Маккуина. Образ, созданный Полом Ньюманом, словно шагнул со страниц романа Айн Рэнд «Источник», переняв многое у главного героя — энергичного архитектора Говарда Рорка . Скупая, несколько флегматичная актёрская манера Стива Маккуина, которую он передал своему герою, шефу пожарных, очень подходит к образу положительного героя. «Картина держится на немногословном авторитете Маккуина». Выдержка и профессиональный подход главных героев в самых тяжёлых сценах — именно то, что нравится зрителям в подобных фильмах. Соперничество двух звёзд на съёмочной площадке, как оказалось, не помешало творческому процессу и благотворно сказалось на конечном результате. Критики также отметили ветеранов Голливуда Фреда Астера и Дженнифер Джонс, выгодно противопоставленных молодым героям картины. Они не отрабатывали номер приглашённых звёзд, а полностью вжились в своих героев. Мастерство Фреда Астера было заслуженно отмечено премией «Золотой Глобус» за роль второго плана.

### Значение и признание
Небоскрёб — популярный герой американских фильмов ещё со времён Гарольда Ллойда, в фильме «Наконец в безопасности!» (1923). Традиции американского фильма-катастрофы были продолжены в 1930-х годах такими работами как «Сан-Франциско» и «В старом Чикаго». В дальнейшем высотные здания часто играли важную роль в голливудских картинах, на что в значительной степени повлияли книги Айн Рэнд «Источник» и Кеннета Феринга «Большие часы», вышедшие в 1940-х годах .
В начале 1970-х годов «большая четвёрка» фильмов-катастроф сформировала новые традиции этого жанра. Первым успех сопутствовал «Аэропорту», затем последовал «Приключение „Посейдона“», и, наконец, «Землетрясение» и «Ад в небоскрёбе», которые вышли почти в одно время. У последних двух фильмов вообще очень много общего: схожая сюжетная линия, главный герой — преуспевающий архитектор, явственно прозвучавшие с экрана призывы не строить высокие небоскрёбы.
Истоки впечатляющих кассовых достижений этих картин исследователь Фред Каплан нашёл в стремлении к бегству от реальности, свойственному кинематографу периода «новой волны» . Создатели экшн-картин попали в удачное для данного жанра время. Эксперименты «новой волны» конца 1960-х — начала 1970-х годов были больше вызовом, чем приманкой для зрителя, изголодавшегося по зрелищу, и не давали кассы. Высокобюджетные картины с громкими актёрскими именами прозвучали в унисон с запросами аудитории. Обозреватель Slant Magazine написал о том, что эти картины надолго «закрыли» тему катастрофы на голливудском экране. На 47-й церемонии вручения премий американской киноакадемии фильм Ирвина Аллена закономерно оказался среди фаворитов. «Ад в поднебесье» имел реальные шансы забрать «Оскар» в более значимых номинациях, если бы в этом же 1975 году не вышел «Крёстный отец 2» Фрэнсиса Форда Копполы.
Ещё один момент, вызвавший интерес у зрителя в картине «Ад в поднебесье» — аллегорическое изображение американского общества в целом. В книге «Camera politica» Майкл Райан и Дуглас Кельнер исследовали настроение картины как критики индустриального капитализма второй половины XX века. Главные герои картины, бездушные дельцы, ради наживы и призрачного символа успеха в виде многоэтажной башни готовы на всё. Хозяева здания больше озабочены статусом и имиджем, чем практической необходимостью здания и вопросами безопасности . Пожар становится их метафорическим наказанием за грехи. Спасение приходит от «синих воротничков», рабочих людей. Символ избавления — герой-профессионал, хладнокровно просчитывающий каждый свой шаг . В ходе опроса, проведённого среди зрительской аудитории, исследователи выявили определённую тенденцию. Представители низшего и среднего класса в большинстве своём считали, что показанные в фильме случаи коррупции — не отдельные факты, они присущи всему корпоративному бизнесу. Драматургия фильма озвучила проблемы 1970-х годов: всеобщее недоверие к будущему, надежда на профессионалов, а не на тех, кто предпочитает зарабатывать деньги .
Более поздние попытки дальнейшей эксплуатации тем, поднятых в классических фильмах-катастрофах, имевшие место в таких работах как «Ураган», «Рой» и «Когда время уходит» (почти с той же командой и продюсером), не принесли ничего кроме финансовых потерь. Так, например, созданный Ирвином Алленом в 1980 году фильм «Когда время уходит», с Полом Ньюманом в главной роли, и бюджетом $20 млн собрал в прокате всего $3,8 млн. Тем не менее, сюжетный ход о небоскрёбе, как о важном герое фильма, перекликающийся с «Адом в поднебесье», имел место во многих картинах 1980—1990-х годов, таких как «Небоскрёб», «Крепкий орешек», «День независимости», и даже был спародирован в мультсериале «Симпсоны» (серия Itchy & Scratchy Land). Снимались также картины, которые критики называли клоном «Ада в поднебесье», например телевизионный фильм «Fire! Trapped on the 37th Floor» (1991). В 1982 году вышла видеоигра для Atari по мотивам фильма.
Тема оставалась популярной вплоть до конца 1990-х годов, но после событий 11 сентября 2001 года сюжет картины приобрёл зловещий оттенок . История творения Минору Ямасаки и дискуссий вокруг здания повлияли на картину ещё до начала съёмок. Целая серия инцидентов, связанных с пожарами до и после выхода фильма на экраны, привлекла к нему дополнительное внимание. В 1975 году в ВТЦ произошёл пожар, который прошёл по очень схожему сценарию с тем, что было показано в фильме. Жертв не было, но ущерб составил свыше $1 млн . В дальнейшем судьба фильма и реальных небоскрёбов снова оказалась связана. О картине вспомнили в ходе анализа последствий терактов 9/11 и всплывших фактов о том, как инженер Джон Скилинг предположительно сэкономил на возведении несущих колонн в ВТЦ. Пророческий смысл появился и в словах героя Стива Маккуина о тысячах жертв, а также в предложении героя Пола Ньюмана сохранить останки небоскрёба в назидание потомкам . То же самое предлагали сделать и с останками ВТЦ. Своеобразным предзнаменованием будущих событий стала и дата окончания съёмок фильма 11 сентября 1974 года. Картина «Башни-близнецы» Оливера Стоуна также создана в значительной степени под влиянием «Ада в поднебесье».
Авторы картины, после её выхода на экраны, получили почётные каски от пожарных частей со всей страны. Однако проблема тушения пожаров в высотных строениях по сей день остаётся актуальной. Способы, которые использовались в картине, включая эвакуацию люлькой, рассматриваются как вполне возможные, хотя основная надежда возлагается на современные материалы и наличие систем предупреждения и противопожарной безопасности.
Великие фильмы-катастрофы 1970-х годов стали символом уходящей в прошлое технологии: Stop-motion анимации, съёмок миниатюрных моделей и других безкомпьютерных спецэффектов. Для того времени характерным было изображение трагедии, вызванной природными катаклизмами или человеческим фактором. Подобный подход был также связан и с ограниченными техническими возможностями кинопроизводства того времени. Позже, с фильма «Челюсти» и саги «Звёздные войны», началась новая эпоха. Зрителям представили более сложно завязанные сюжеты, когда катастрофа была вызвана комбинацией различных, в том числе и фантастических, факторов. Коммерческий успех «Ада в поднебесье» в значительной степени повлиял на формирование современной системы производства высокобюджетных картин в американском кинематографе. Крупнейшие студии стали фокусироваться на выпуске в прокат отдельных «мегахитов», в которых выгодно вкладываться в мощную команду и дорогостоящие специальные эффекты. Типичный бюджет блокбастера начал быстро расти от $10 млн в начале 1970-х годов до $40 млн к концу 1990-х годов.

## Саундтрек
Ирвин Аллен использовал тот же испытанный подход, что и в «Приключении „Посейдона“». Написать музыку к фильму поручили Джону Уильямсу, именитому специалисту, который в то время считался штатным композитором студии Universal Studios. При этом заглавную песню «We May Never Love Like This Again» написали Эл Каша и Джоэл Хиршхорн. Песню, как и в «Приключении „Посейдона“», исполнила Морин Макговерн и композиция снова была удостоена «Оскара». В фильме звучит только один куплет и припев, но таково было желание продюсера: лирическая композиция не должна была отвлекать зрителя от развития событий. Свою музыкальную тему к фильму также написал и Фред Астер, но продюсер посчитал, что она звучит старомодно и в фильм её не включил.
Критики оценили музыку Уильямса в фильме как одну из наиболее значительных работ в творчестве композитора. Оркестровка и мелодия адекватно передают творческий замысел. Как и во многих других фильмах, открывающая тема (полёт вертолёта над городом) — конёк Уилямса, который сразу захватывает внимание слушателя. Стиль характерной лёгкой эстрадной и поп-музыки 1970-х годов от приподнятого настроения в начале плавно переходит к хаосу и саспенсу в середине, драме и опустошению в конце, что весьма характерно для блокбастеров того времени. Финальная 9-минутная композиция картины отчётливо перекликается с более поздней работой композитора в «Звёздных войнах».
LP-диск с саундтреком к картине вышел в 1975 году. В 1999 году вышла версия на CD-диске. В 2001 году компания Warner Bros. в серии Silver Age издала специальное издание CD-диска с 22 композициями (плюс 6 дополнительных дорожек) из фильма.

## Издания на DVD и других носителях
«Ад в поднебесье» называли в числе первых кандидатов для дебютного выпуска первой коллекции фильмов на VHS/LD в конце 1977 года. Релиз фильма на VHS состоялся в ноябре 1979 года и был подготовлен компанией Magnetic Video.
Первое издание на DVD имело место в 1999 году. DVD-релиз (Special Edition) вышел 9 мая 2006 года, и включал в себя диск с дополнительными материалами, которые отсутствовали в первом издании. В цифровом издании сохранена оригинальная кинотеатральная анаморфированная пропорция 2.35x1. Большинство специалистов отметили хорошее качество переноса видео. Английское издание DVD включает в себя DTS-HD Master Audio 5.1 surround в формате 48 kHz/24-bit и несколько других форматов, включая Dolby Surround 4.0. Перенос в оригинальной звуковой дорожки в формат Dolby Surround вызвал определённые трудности. Звук был оценён на «удовлетворительно» из-за того, что ему несколько не хватает объёма.
Критики отметили наличие подробного набора дополнительных материалов, среди которых можно отметить 33 удалённых при окончательном монтаже сцены (общей длительностью 45 минут). Наиболее интересна полная версия романтической сцены с участием Роберта Вагнера и Сьюзен Фленнери. Версия «Ада в поднебесье», транслировавшаяся по кабельному телевидению, включала в себя многие из этих удалённых сцен. Интервью с Ирвином Алленом 1977 года дополняет картину. Несколько документальных подборок раскрывают секреты производства картины, включая детальный показ работы над финальной сценой фильма. Дорожку аудиокомментария озвучил историк кино Ф. Х. Финни. Комментарий по поводу качества и роли в мировом кино визуальных эффектов картины дал известный голливудский специалист Майк Визина (известный по фильмам «Я, робот», «2012» и другим).
Blu-ray издание (1080p подвергнуто ремастерингу в формат MPEG-4) вышло 14 июля 2009 года.